# Banyudono (Kaliori)
Banyudono is een bestuurslaag in het regentschap Rembang van de provincie Midden-Java, Indonesië. Banyudono telt 602 inwoners (volkstelling 2010).